# Loti
O loti ou lóti (plural em língua local: maloti; plural em português: lotis ou lótis) é a unidade monetária do Lesoto. Encontra-se subdividido em 100 cêntimos (lisente; singular: sente). Está ligado ao rand da África do Sul na base 1:1 e ambas as moedas são aceites como moedas no Lesoto. Em 5 de setembro de 2023 eram necessários 20,55 lótis para um euro.

## Moedas em circulação
- 1 sente
- 2 lisente
- 5 lisente
- 10 lisente
- 25 lisente
- 50 lisente
- 100 lisente (sic)
- 200 lisente (sic)
- 500 lisente (sic)